# 隐匿幽灵蛛
隐匿幽灵蛛（学名：Pholcus crypticolens）为幽灵蛛科幽灵蛛属的动物。分布于日本、台湾以及中国大陆的福建、河南、吉林、山东、四川、北京、安徽、湖南、浙江等地，主要生活于崖岩石缝、树根根际、林丛中。该物种的模式产地在日本。